# Związek Socjalistycznych Republik Radzieckich na Zimowych Igrzyskach Olimpijskich 1964
ZSRR na Zimowych Igrzyskach Olimpijskich 1964 reprezentowało 69 zawodników: 53 mężczyzn i szesnaście kobiet. Był to trzeci start reprezentacji Związku Radzieckiego na zimowych igrzyskach olimpijskich. Największą indywidualnością była panczenistka Lidija Skoblikowa, która zdobyła cztery złote medale.

## Zdobyte medale
| Medal  | Zawodnik | Dyscyplina           | Konkurencja                 | Rezultat    |
| ------ | --- | -------------------- | --------------------------- | ----------- |
| Złoto  | Władimir Miełanjin | Biathlon             | Bieg na 20 km mężczyzn      | 1:20:26,8 h |
| Złoto  | Kławdija Bojarskich | Biegi narciarskie    | Bieg na 5 km kobiet         | 17:50,2 min |
| Złoto  | Kławdija Bojarskich | Biegi narciarskie    | Bieg na 10 km kobiet        | 40:24,3 min |
| Złoto  | Alewtina Kołczina Jewdokija Miekszyło Kławdija Bojarskich | Biegi narciarskie    | Sztafeta 3 x 5 km kobiet    | 57:30,0 min |
| Złoto  | Wiktor Konowalenko Boris Zajcew Witalij Dawydow Eduard Iwanow Aleksandr Ragulin Wiktor Kuźkin Konstantin Łoktiew Aleksandr Almietow Weniamin Aleksandrow Jewgienij Majorow Wiaczesław Starszynow Boris Majorow Wiktor Jakuszew Anatolij Firsow Oleg Zajcew Stanisław Pietuchow | Hokej na lodzie      | turniej mężczyzn            |             |
| Złoto  | Ludmiła Biełousowa Oleg Protopopow | Łyżwiarstwo figurowe | Pary sportowe               | 104,4 pkt   |
| Złoto  | Ants Antson | Łyżwiarstwo szybkie  | Bieg na 1500 m mężczyzn     | 2:10,3 min  |
| Złoto  | Lidija Skoblikowa | Łyżwiarstwo szybkie  | Bieg na 500 m kobiet        | 45,0 s      |
| Złoto  | Lidija Skoblikowa | Łyżwiarstwo szybkie  | Bieg na 1000 m kobiet       | 1:33,2 min  |
| Złoto  | Lidija Skoblikowa | Łyżwiarstwo szybkie  | Bieg na 1500 m kobiet       | 2:22,6 min  |
| Złoto  | Lidija Skoblikowa | Łyżwiarstwo szybkie  | Bieg na 3000 m kobiet       | 5:14,9 min  |
| Srebro | Aleksandr Priwałow | Biathlon             | Bieg na 20 km mężczyzn      | 1:23:42,5 h |
| Srebro | Jewdokija Miekszyło | Biegi narciarskie    | Bieg na 10 km kobiet        | 40:26,6 min |
| Srebro | Nikołaj Kisielow | Kombinacja norweska  | Indywidualnie               | 453,04 pkt  |
| Srebro | Jewgienij Griszyn | Łyżwiarstwo szybkie  | Bieg na 500 m mężczyzn      | 40,6 s      |
| Srebro | Władimir Orłow | Łyżwiarstwo szybkie  | Bieg na 500 m mężczyzn      | 40,6 s      |
| Srebro | Irina Jegorowa | Łyżwiarstwo szybkie  | Bieg na 500 m kobiet        | 45,4 s      |
| Srebro | Irina Jegorowa | Łyżwiarstwo szybkie  | Bieg na 1000 m kobiet       | 1:34,3 min  |
| Srebro | Walentina Stienina | Łyżwiarstwo szybkie  | Bieg na 3000 m kobiet       | 5:18,9 min  |
| Brąz   | Igor Woronczichin | Biegi narciarskie    | Bieg na 30 km mężczyzn      | 1:32:15,8 h |
| Brąz   | Iwan Utrobin Giennadij Waganow Igor Woronczichin Pawieł Kołczin | Biegi narciarskie    | Sztafeta 4 x 10 km mężczyzn | 2:18:46,9 h |
| Brąz   | Alewtina Kołczina | Biegi narciarskie    | Bieg na 5 km kobiet         | 18:08,4 min |
| Brąz   | Marija Gusakowa | Biegi narciarskie    | Bieg na 10 km kobiet        | 40:46,6 min |
| Brąz   | Tatjana Sidorowa | Łyżwiarstwo szybkie  | Bieg na 500 m kobiet        | 45,5 s      |
| Brąz   | Bierta Kołokolcewa | Łyżwiarstwo szybkie  | Bieg na 1500 m kobiet       | 2:27,1 min  |

## Skład kadry

### Biathlon
Mężczyźni
| Zawodnik           | Konkurencja   | czas biegu | Kary | Łączny czas | Pozycja |
| ------------------ | ------------- | ---------- | ---- | ----------- | ------- |
| Władimir Miełanjin | Bieg na 20 km | 1:20:26,8  | 0:00 | 1:20:26,8   | złoto   |
| Aleksandr Priwałow | Bieg na 20 km | 1:23:42,5  | 0:00 | 1:23:42,5   | srebro  |
| Walentin Pszenicyn | Bieg na 20 km | 1:22:59,0  | 4:00 | 1:26:59,0   | 7.      |
| Nikołaj Puzanow    | Bieg na 20 km | 1:21:21,5  | 8:00 | 1:29:21,5   | 10.     |

### Biegi narciarskie
Mężczyźni
| Zawodnik                                                        | Konkurencja        | czas      | Pozycja |
| --------------------------------------------------------------- | ------------------ | --------- | ------- |
| Pawieł Kołczin                                                  | Bieg na 15 km      | 51:52,0   | 6.      |
| Igor Woronczichin                                               | Bieg na 15 km      | 51:53,9   | 7.      |
| Giennadij Waganow                                               | Bieg na 15 km      | 52:46,8   | 14.     |
| Walerij Tarakanow                                               | Bieg na 15 km      | 50:54,1   | 17.     |
| Igor Woronczichin                                               | Bieg na 30 km      | 1:32:15,8 | brąz    |
| Bajazit Gizatullin                                              | Bieg na 30 km      | 1:33:33,4 | 12.     |
| Iwan Utrobin                                                    | Bieg na 30 km      | 1:34:10,4 | 17.     |
| Giennadij Waganow                                               | Bieg na 30 km      | 1:35:03,1 | 19.     |
| Igor Woronczichin                                               | Bieg na 50 km      | 2:49:21,7 | 11.     |
| Bajazit Gizatullin                                              | Bieg na 50 km      | 2:51:02,4 | 12.     |
| Aleksandr Gubin                                                 | Bieg na 50 km      | 2:51:39,7 | 14.     |
| Iwan Lubimow                                                    | Bieg na 50 km      | 2:52:28,1 | 17.     |
| Iwan Utrobin Giennadij Waganow Igor Woronczichin Pawieł Kołczin | Sztafeta 4 × 10 km | 2:18:46,9 | brąz    |

Kobiety
| Zawodnik                                                  | Konkurencja       | czas    | Pozycja |
| --------------------------------------------------------- | ----------------- | ------- | ------- |
| Kławdija Bojarskich                                       | Bieg na 5 km      | 17:50,2 | złoto   |
| Alewtina Kołczina                                         | Bieg na 5 km      | 18:08,4 | brąz    |
| Jewdokija Miekszyło                                       | Bieg na 5 km      | 18:16,7 | 4.      |
| Rita Aczkina                                              | Bieg na 5 km      | 17:50,5 | 10.     |
| Kławdija Bojarskich                                       | Bieg na 10 km     | 40:24,3 | złoto   |
| Jewdokija Miekszyło                                       | Bieg na 10 km     | 40:26,6 | srebro  |
| Marija Gusakowa                                           | Bieg na 10 km     | 40:46,6 | brąz    |
| Alewtina Kołczina                                         | Bieg na 10 km     | 41:26,2 | 7.      |
| Alewtina Kołczina Jewdokija Miekszyło Kławdija Bojarskich | Sztafeta 3 × 5 km | 57:30,0 | złoto   |

### Hokej na lodzie
Reprezentacja mężczyzn
| - Wiktor Konowalenko - Boris Zajcew - Witalij Dawidow - Eduard Iwanow - Aleksandr Ragulin - Wiktor Kuźkin - Konstantin Łoktiew - Aleksandr Almietow - Weniamin Aleksandrow |  | - Jewgienij Majorow - Wiaczesław Starszynow - Boris Majorow - Wiktor Jakuszew - Anatolij Firsow - Oleg Zajcew - Stanisław Pietuchow |

Reprezentacja Związku Radzieckiego w rundzie kwalifikacyjnej pokonała reprezentację Węgier i awansowała do rundy finałowej. W grupie finałowej reprezentacja ZSRR zajęła 1. miejsce i zdobyła złoty medal olimpijski.

#### Runda kwalifikacyjna
| 28 stycznia 1964 | ZSRR | 19:1 | Węgry | Messehalle |

| Godzina: 14:00 |  | (8:0, 6:0, 5:1) |  |  |

### Tabela końcowa

#### Grupa finałowa
| Drużyna           | M | Mecze | Mecze | Mecze | Bramki | Bramki | Bramki | Pkt | Uwagi |
| Drużyna           | M | W     | R     | P     | +      | -      | +/-    | Pkt | Uwagi |
| ----------------- | - | ----- | ----- | ----- | ------ | ------ | ------ | --- | ----- |
| ZSRR              | 7 | 7     | 0     | 0     | 54     | 10     | +44    | 14  |       |
| Szwecja           | 7 | 5     | 0     | 2     | 47     | 16     | +31    | 10  |       |
| Czechosłowacja    | 7 | 5     | 0     | 2     | 38     | 19     | +19    | 10  |       |
| Kanada            | 7 | 5     | 0     | 2     | 32     | 17     | +15    | 10  |       |
| Stany Zjednoczone | 7 | 2     | 0     | 5     | 29     | 33     | -4     | 4   |       |
| Finlandia         | 7 | 2     | 0     | 5     | 10     | 31     | -21    | 4   |       |
| Niemcy            | 7 | 2     | 0     | 5     | 13     | 49     | -36    | 4   |       |
| Szwajcaria        | 7 | 0     | 0     | 7     | 9      | 57     | -48    | 0   |       |

Wyniki
| 29 stycznia 1964 | ZSRR | 5:1 | Stany Zjednoczone | Eisstadion |

| Godzina: 13:30 |

| 31 stycznia 1964 | ZSRR | 7:5 | Czechosłowacja | Eisstadion |

| Godzina: 20:30 |

| 1 lutego 1964 | ZSRR | 15:0 | Szwajcaria | Eisstadion |

| Godzina: 17:00 |

| 4 lutego 1964 | ZSRR | 10:0 | Finlandia | Messehalle |

| Godzina: 14:00 |

| 5 lutego 1964 | ZSRR | 10:0 | Niemcy | Eisstadion |

| Godzina: 17:00 |

| 7 lutego 1964 | Szwecja | 2:4 | ZSRR | Eisstadion |

| Godzina: 17:00 |

| 8 lutego 1964 | Kanada | 2:3 | ZSRR | Eisstadion |

| Godzina: 17:00 |

### Kombinacja norweska
Mężczyźni
| Zawodnik           | Konkurencja   | Bieg narciarski | Bieg narciarski | Bieg narciarski | Skoki narciarskie | Skoki narciarskie | Skoki narciarskie | Skoki narciarskie | Skoki narciarskie | Skoki narciarskie | Skoki narciarskie | Skoki narciarskie | Łącznie | Pozycja |
| Zawodnik           | Konkurencja   | Czas biegu      | Pozycja         | Punkty          | Skok 1            | Nota              | Skok 2            | Nota              | Skok 3            | Nota              | Punkty            | Pozycja           | Łącznie | Pozycja |
| ------------------ | ------------- | --------------- | --------------- | --------------- | ----------------- | ----------------- | ----------------- | ----------------- | ----------------- | ----------------- | ----------------- | ----------------- | ------- | ------- |
| Nikołaj Gusakow    | Indywidualnie | 51:19,8         | 5.              | 225,96          | 65,0              | 100,3             | 66,0              | 103,4             | 69,5              | 120,0             | 223,4             | 7.                | 449,36  | 4.      |
| Wiaczesław Driagin | Indywidualnie | 52:58,3         | 12.             | 206,55          | 63,0              | 95,9              | 64,5              | 101,8             | 67,0              | 114,4             | 216,20            | 10.               | 422,75  | 7.      |
| Nikołaj Kisielow   | Indywidualnie | 51:49,1         | 8.              | 220,04          | 70,0              | 113,9             | 62,0              | 94,10             | 70,0              | 119,1             | 233,0             | 3.                | 453,04  | srebro  |

### Łyżwiarstwo figurowe
| Zawodnik                           | Konkurencja   | Nota  | Pozycja |
| ---------------------------------- | ------------- | ----- | ------- |
| Ludmiła Biełousowa Oleg Protopopow | Pary sportowe | 104,4 | złoto   |
| Tatjana Żuk Aleksandr Gawriłow     | Pary sportowe | 96,6  | 5.      |

### Łyżwiarstwo szybkie
Mężczyźni
| Zawodnik            | Konkurencja   | Konkurencja   | Konkurencja    | Konkurencja    | Konkurencja    | Konkurencja    | Konkurencja      | Konkurencja      |
| Zawodnik            | Bieg na 500 m | Bieg na 500 m | Bieg na 1500 m | Bieg na 1500 m | Bieg na 5000 m | Bieg na 5000 m | Bieg na 10 000 m | Bieg na 10 000 m |
| Zawodnik            | Czas          | Miejsce       | Czas           | Miejsce        | Czas           | Miejsce        | Czas             | Miejsce          |
| ------------------- | ------------- | ------------- | -------------- | -------------- | -------------- | -------------- | ---------------- | ---------------- |
| Jewgienij Griszyn   | 40,6          | srebro        | 2:13,3         | 11.            |                |                |                  |                  |
| Władimir Orłow      | 40,6          | srebro        |                |                |                |                |                  |                  |
| Ants Antson         |               |               | 2:10,3         | złoto          |                |                | 16:08,7          | 5.               |
| Rafael Gracz        | 41,4          | 10.           |                |                |                |                |                  |                  |
| Boris Gulajew       | 41,7          | 15.           |                |                |                |                |                  |                  |
| Lew Zajcew          |               |               | 2:12,1         | 5.             |                |                |                  |                  |
| Eduard Matusiewicz  |               |               | 2:12,2         | 6.             |                |                |                  |                  |
| Wiktor Kosiczkin    |               |               |                |                | 7:45,8         | 4.             | 16:19,3          | 6.               |
| Muzachid Chabibulin |               |               |                |                | 7:52,3         | 10.            |                  |                  |
| Igor Ostaszow       |               |               |                |                |                |                | 16:45,           | 12.              |

Kobiety
| Zawodnik           | Konkurencja   | Konkurencja   | Konkurencja    | Konkurencja    | Konkurencja    | Konkurencja    | Konkurencja    | Konkurencja    |
| Zawodnik           | Bieg na 500 m | Bieg na 500 m | Bieg na 1000 m | Bieg na 1000 m | Bieg na 1500 m | Bieg na 1500 m | Bieg na 3000 m | Bieg na 3000 m |
| Zawodnik           | Czas          | Miejsce       | Czas           | Miejsce        | Czas           | Miejsce        | Czas           | Miejsce        |
| ------------------ | ------------- | ------------- | -------------- | -------------- | -------------- | -------------- | -------------- | -------------- |
| Lidija Skoblikowa  | 45,0          | złoto         | 1:33,2         | złoto          | 2:22,6         | złoto          | 5:14,9         | złoto          |
| Irina Jegorowa     | 45,4          | srebro        | 1:34,3         | srebro         |                |                |                |                |
| Tatjana Sidorowa   | 45,5          | brąz          |                |                |                |                |                |                |
| Walentina Stienina |               |               | 1:36,0         | 5.             | 2:29,9         | 7.             | 5:18,5         | srebro         |
| Bierta Kołokolcewa |               |               |                |                | 2:27,1         | brąz           |                |                |
| Kłara Gusiewa      |               |               |                |                |                |                | 5:22,5         | 4.             |

### Narciarstwo alpejskie
Mężczyźni
| Zawodnik           | Konkurencja | Konkurencja | Konkurencja            | Konkurencja            | Konkurencja              | Konkurencja              | Konkurencja              | Konkurencja              |
| Zawodnik           | Zjazd       | Zjazd       | Slalom gigant          | Slalom gigant          | Slalom specjalny         | Slalom specjalny         | Slalom specjalny         | Slalom specjalny         |
| Zawodnik           | Czas        | Pozycja     | Czas                   | Pozycja                | Czas 1-go przejazdu      | Czas 2-go przejazdu      | Czas łączny              | Pozycja                  |
| ------------------ | ----------- | ----------- | ---------------------- | ---------------------- | ------------------------ | ------------------------ | ------------------------ | ------------------------ |
| Wasilij Mielnikow  | 2:30,83     | 36.         | Nie ukończył przejazdu | Nie ukończył przejazdu | 1:16,18                  | 1:06,43                  | 2:22,61                  | 25.                      |
| Tallij Monastyriow | 2:35,27     | 47.         | 2:01,94                | 37.                    | Nie wystartował w finale | Nie wystartował w finale | Nie wystartował w finale | Nie wystartował w finale |
| Walerij Szein      | 2:38,13     | 54.         | 2:01,18                | 34.                    | Odpadł w kwalifikacjach  | Odpadł w kwalifikacjach  | Odpadł w kwalifikacjach  | Odpadł w kwalifikacjach  |
| Wiktor Taljanow    |             |             | 2:00,38                | 31.                    |                          |                          |                          |                          |

Kobiety
| Zawodniczka                  | Konkurencja | Konkurencja | Konkurencja   | Konkurencja   | Konkurencja         | Konkurencja         | Konkurencja      | Konkurencja      |
| Zawodniczka                  | Zjazd       | Zjazd       | Slalom gigant | Slalom gigant | Slalom specjalny    | Slalom specjalny    | Slalom specjalny | Slalom specjalny |
| Zawodniczka                  | Czas        | Pozycja     | Czas          | Pozycje       | Czas 1-go przejazdu | Czas 2-go przejazdu | Czas łączny      | Pozycja          |
| ---------------------------- | ----------- | ----------- | ------------- | ------------- | ------------------- | ------------------- | ---------------- | ---------------- |
| Stalina Diemidowa-Korzuchina | 2:09,28     | 40.         | 2:10,11       | 35.           | 51,88               | 53,09               | 1:44,97          | 18.              |
| Jewgienija Sidorowa          | 2:05,19     | 37.         | 2:11,06       | 38.           | 52,00               | 1:07,48             | 1:59,48          | 27.              |
| Galina Sidorowa              | 2:08,32     | 39.         | 2:12,98       | 39.           | 51,72               | 56,54               | 1:48,26          | 20.              |

### Skoki narciarskie
Mężczyźni
| Konkurencja       | Skoczek             | Skok 1    | Skok 1 | Skok 2    | Skok 2 | Skok 3    | Skok 3 | Nota  | Pozycja |
| Konkurencja       | Skoczek             | odległość | Nota   | odległość | Nota   | odległość | Nota   | Nota  | Pozycja |
| ----------------- | ------------------- | --------- | ------ | --------- | ------ | --------- | ------ | ----- | ------- |
| Skocznia normalna | Piotr Kowalenko     | 75,5      | 100,8  | 75,0      | 101,1  | 77,5      | 104,0  | 205,1 | 12.     |
| Skocznia normalna | Aleksandr Iwannikow | 75,0      | 101,6  | 73,0      | 99,8   | 73,5      | 101,7  | 203,3 | 17.     |
| Skocznia normalna | Nikołaj Kamienski   | 72,0      | 100,4  | 72,5      | 99,1   | 73,5      | 100,7  | 201,1 | 21.     |
| Skocznia normalna | Nikołaj Szamow      | 71,5      | 96,7   | 71,5      | 95,2   | 70,0      | 95,4   | 192,1 | 36.     |
| Skocznia duża     | Aleksandr Iwannikow | 90,0      | 106,8  | 81,5      | 99,2   | 83,5      | 106,5  | 213,3 | 6.      |
| Skocznia duża     | Piotr Kowalenko     | 87,0      | 99,1   | 81,5      | 96,2   | 81,0      | 102,3  | 201,4 | 20.     |
| Skocznia duża     | Koba Cakadze        | 87,0      | 99,1   | 80,5      | 96,5   | 75,5      | 94,7   | 195,6 | 27.     |
| Skocznia duża     | Nikołaj Kamienski   | 79,0      | 89,4   | 79,5      | 94,3   | 73,0      | 89,9   | 184,2 | 38.     |